# Discografia de Tiësto
Ao longo de sua carreira, o DJ e produtor eletrônico holandês Tiësto lançou sete álbuns de estúdio. Depois de passar anos buscando seu estilo pessoal e trabalhando com DJs como Ferry Corsten (como Gouryella ), Benno de Goeij (como Kamaya Painters ) e Armin van Buuren (como Alibi e Major League), ele decidiu que era hora de focar em seu solo trabalhar. A fama de Tiësto começou a aumentar no final dos anos 1990, após sua apresentação na primeira festa ID&T Innercity ( Live at Innercity: Amsterdam RAI), e continuou a disparar no início dos anos 2000 após seus sets de seis horas "Tiësto Solo", que ele tocou sem nenhum outro DJ ou banda de abertura. Seus últimos três lançamentos completos quebraram a marca de 70.000 unidades, e o mix de DJ Nyana de 2003 atingiu 87.000, de acordo com a Nielsen SoundScan em meados de 2008.

## Álbuns

### Estúdio
| Título                                                                                        | Detalhe do álbum                                                                                                  | Posições em paradas músicais | Posições em paradas músicais | Posições em paradas músicais | Posições em paradas músicais | Posições em paradas músicais | Posições em paradas músicais | Posições em paradas músicais | Posições em paradas músicais | Posições em paradas músicais | Posições em paradas músicais | Certificações             |
| Título                                                                                        | Detalhe do álbum                                                                                                  | HOL                          | AUS                          | AUT                          | BEL                          | FRA                          | ALE                          | SUE                          | SUI                          | UK                           | EUA                          | Certificações             |
| --------------------------------------------------------------------------------------------- | --- | ---------------------------- | ---------------------------- | ---------------------------- | ---------------------------- | ---------------------------- | ---------------------------- | ---------------------------- | ---------------------------- | ---------------------------- | ---------------------------- | ------------------------- |
| Just Be                                                                                       | - Lançamento: 6 de abril de 2004 - Gravadora: Black Hole - Formatos: CD, download digital                         | 1                            | —                            | —                            | 2                            | —                            | 51                           | —                            | —                            | 54                           | —                            | - NVPI: ouro - BPI: prata |
| Elements of Life                                                                              | - Lançamento: 6 de abril de 2007 - Gravadora: Sony BMG, Ultra, Black Hole - Formatos: CD, download digital        | 1                            | —                            | 44                           | 3                            | —                            | 62                           | —                            | 77                           | 14                           | 71                           | - NVPI: ouro - BPI: prata |
| Kaleidoscope                                                                                  | - Lançamento: 6 de outubro de 2009 - Gravadora: Musical Freedom - Formatos: CD, download digital                  | 2                            | 31                           | 49                           | 13                           | 139                          | 61                           | —                            | 73                           | 20                           | 59                           |                           |
| A Town Called Paradise                                                                        | - Lançamento: 13 de junho de 2014 - Gravadora: Musical Freedom, PM:AM, Universal - Formatos: CD, download digital | 11                           | 18                           | 22                           | 26                           | 80                           | 45                           | 15                           | 12                           | 22                           | 18                           |                           |
| The London Sessions                                                                           | - Lançamento: 15 de maio de 2020 - Gravadora: Musical Freedom, PM:AM, Universal - Formatos: CD, download digital  | 54                           | —                            | —                            | —                            | —                            | —                            | —                            | —                            | 64                           | —                            |                           |
| DRIVE                                                                                         | - Lançamento: 21 de abril de 2023 - Gravadora: Musical Freedom, Atlantic - Formatos: CD, download digital         | 36                           | 26                           | 35                           | 40                           | 54                           | 38                           | 31                           | 19                           | 34                           | 87                           |                           |
| "—" indica que a gravação não foi incluída nas paradas ou não foi distribuída naquela região. | |                              |                              |                              |                              |                              |                              |                              |                              |                              |                              |                           |

### Coletânea
| Título                                                                                        | Detalhe do álbum                                                                             | Posições em paradas músicais | Posições em paradas músicais | Posições em paradas músicais | Posições em paradas músicais | Posições em paradas músicais |
| Título                                                                                        | Detalhe do álbum                                                                             | HOL                          | AUT                          | BEL                          | ALE                          | UK                           |
| --------------------------------------------------------------------------------------------- | -------------------------------------------------------------------------------------------- | ---------------------------- | ---------------------------- | ---------------------------- | ---------------------------- | ---------------------------- |
| Parade of the Athletes                                                                        | - Lançamento: 7 de setembro de 2004 - Gravadora: Black Hole - Formatos: CD, download digital | 4                            | —                            | 18                           | 85                           | —                            |
| Magikal Journey - The Hits Collection 1998-2008                                               | - Lançamento: 17 de maio de 2010 - Gravadora: Magik Muzik - Formatos: CD, download digital   | 11                           | 39                           | 2                            | 58                           | 27                           |
| "—" indica que a gravação não foi incluída nas paradas ou não foi distribuída naquela região. |                                                                                              |                              |                              |                              |                              |                              |

## Singles

### Como artista principal
| Título                                                                                        | Ano  | Posições em paradas músicais | Posições em paradas músicais | Posições em paradas músicais | Posições em paradas músicais | Posições em paradas músicais | Posições em paradas músicais | Posições em paradas músicais | Posições em paradas músicais | Posições em paradas músicais | Posições em paradas músicais | Certificações | Álbum                  |
| Título                                                                                        | Ano  | HOL                          | AUS                          | AUT                          | BEL                          | FRA                          | ALE                          | SUE                          | SUI                          | UK                           | EUA                          | Certificações | Álbum                  |
| --------------------------------------------------------------------------------------------- | ---- | ---------------------------- | ---------------------------- | ---------------------------- | ---------------------------- | ---------------------------- | ---------------------------- | ---------------------------- | ---------------------------- | ---------------------------- | ---------------------------- | --- | ---------------------- |
| "Traffic"                                                                                     | 2003 | 1                            | —                            | —                            | 3                            | —                            | —                            | —                            | —                            | 48                           | —                            | | Just Be                |
| "Love Comes Again" (featuring BT)                                                             | 2004 | 4                            | —                            | —                            | 6                            | —                            | 64                           | —                            | 94                           | 30                           | —                            | | Just Be                |
| "Just Be" (featuring Kirsty Hawkshaw)                                                         | 2004 | 12                           | —                            | —                            | 8                            | —                            | —                            | —                            | —                            | 43                           | —                            | | Just Be                |
| "Adagio for Strings"                                                                          | 2005 | —                            | —                            | 54                           | —                            | —                            | 41                           | —                            | —                            | 37                           | —                            | - BPI: ouro | Just Be                |
| "dance4life" (featuring Maxi Jazz)                                                            | 2006 | 4                            | —                            | —                            | 5                            | —                            | 74                           | —                            | —                            | 67                           | —                            | | Elements of Life       |
| "In the Dark" (featuring Christian Burns)                                                     | 2007 | 4                            | —                            | —                            | 27                           | —                            | —                            | —                            | —                            | —                            | —                            | | Elements of Life       |
| "Break My Fall" (featuring BT)                                                                | 2007 | 13                           | —                            | —                            | 9                            | —                            | —                            | —                            | —                            | —                            | —                            | | Elements of Life       |
| "I Will Be Here" (with Sneaky Sound System)                                                   | 2009 | 33                           | —                            | —                            | —                            | —                            | —                            | —                            | —                            | 44                           | —                            | | Kaleidoscope           |
| "Escape Me" (featuring C.C. Sheffield)                                                        | 2009 | 52                           | —                            | —                            | —                            | —                            | —                            | —                            | —                            | —                            | —                            | | Kaleidoscope           |
| "Who Wants to Be Alone" (featuring Nelly Furtado)                                             | 2010 | 34                           | —                            | —                            | 39                           | —                            | —                            | —                            | —                            | 91                           | —                            | | Kaleidoscope           |
| "C'mon (Catch 'Em by Surprise)" (vs. Diplo featuring Busta Rhymes)                            | 2011 | 8                            | —                            | —                            | 39                           | —                            | 68                           | —                            | 68                           | 13                           | —                            | - BPI: prata | Non-album singles      |
| "Zero 76" (with Hardwell)                                                                     | 2011 | 19                           | —                            | —                            | 32                           | —                            | —                            | —                            | —                            | —                            | —                            | | Non-album singles      |
| "Maximal Crazy"                                                                               | 2011 | —                            | —                            | —                            | 30                           | —                            | —                            | —                            | —                            | —                            | —                            | | Non-album singles      |
| "We Own the Night" (with Wolfgang Gartner featuring Luciana)                                  | 2012 | 80                           | —                            | —                            | 39                           | 85                           | —                            | —                            | —                            | 80                           | —                            | | Non-album singles      |
| "Take Me" (featuring Kyler England)                                                           | 2013 | —                            | —                            | —                            | 43                           | —                            | —                            | —                            | —                            | —                            | —                            | | Non-album singles      |
| "Red Lights"                                                                                  | 2013 | 42                           | 8                            | 36                           | 32                           | 156                          | 29                           | 9                            | 74                           | 6                            | 56                           | - ARIA: platina - BPI: prata - GLF: ouro - MC: ouro - RIAA: platina                                                   | A Town Called Paradise |
| "Wasted" (featuring Matthew Koma)                                                             | 2014 | 15                           | 44                           | 21                           | 10                           | 82                           | 49                           | 5                            | 52                           | 3                            | 49                           | - BPI: prata - MC: ouro - RIAA: platina                                                                               | A Town Called Paradise |
| "Light Years Away" (featuring DBX)                                                            | 2014 | —                            | —                            | —                            | 67                           | —                            | —                            | —                            | —                            | —                            | —                            | | A Town Called Paradise |
| "Secrets" (with KSHMR featuring Vassy)                                                        | 2015 | 21                           | —                            | 55                           | 28                           | 27                           | —                            | 24                           | 31                           | —                            | —                            | | Non-album singles      |
| "The Only Way Is Up" (with Martin Garrix)                                                     | 2015 | 74                           | —                            | —                            | —                            | —                            | —                            | 81                           | —                            | —                            | —                            | | Non-album singles      |
| "Split (Only U)" (with The Chainsmokers)                                                      | 2015 | —                            | —                            | —                            | —                            | 184                          | —                            | —                            | —                            | —                            | —                            | | Non-album singles      |
| "Chemicals" (with Don Diablo featuring Thomas Troelsen)                                       | 2015 | —                            | —                            | —                            | 26                           | —                            | —                            | 84                           | —                            | —                            | —                            | | Non-album singles      |
| "Wombass" (with Oliver Heldens)                                                               | 2015 | —                            | —                            | —                            | 44                           | —                            | —                            | —                            | —                            | —                            | —                            | | Non-album singles      |
| "The Right Song" (with Oliver Heldens featuring Natalie La Rose)                              | 2016 | 46                           | —                            | —                            | —                            | —                            | —                            | 100                          | —                            | 39                           | —                            | - BPI: prata | Non-album singles      |
| "Summer Nights" (featuring John Legend)                                                       | 2016 | 57                           | —                            | —                            | —                            | —                            | —                            | 72                           | —                            | 60                           | —                            | | Non-album singles      |
| "On My Way" (featuring Bright Sparks)                                                         | 2017 | 64                           | —                            | —                            | —                            | 184                          | —                            | 87                           | —                            | —                            | —                            | | Non-album singles      |
| "BOOM" (with Gucci Mane and Sevenn)                                                           | 2018 | —                            | —                            | —                            | —                            | —                            | —                            | 77                           | —                            | —                            | —                            | | Non-album singles      |
| "Jackie Chan" (with Dzeko featuring Preme and Post Malone)                                    | 2018 | 7                            | 13                           | 19                           | 13                           | 46                           | 25                           | 20                           | 27                           | 5                            | 52                           | - ARIA: platina - BEA: ouro - BPI: platina - BVMI: ouro - MC: 3× platina - RIAA: platina - RMNZ: platina - SNEP: ouro | The London Sessions    |
| "Ritual" (with Jonas Blue and Rita Ora)                                                       | 2019 | 11                           | —                            | —                            | 10                           | 117                          | —                            | 24                           | 56                           | 24                           | —                            | - BEA: ouro - BPI: ouro - MC: ouro                                                                                    | The London Sessions    |
| "God Is a Dancer" (with Mabel)                                                                | 2019 | 37                           | —                            | —                            | 48                           | —                            | 95                           | 56                           | —                            | 15                           | —                            | - BPI: ouro | The London Sessions    |
| "Nothing Really Matters" (with Becky Hill)                                                    | 2020 | 56                           | —                            | —                            | 6                            | —                            | —                            | —                            | —                            | 76                           | —                            | | The London Sessions    |
| "The Business"                                                                                | 2020 | 1                            | 4                            | 6                            | 2                            | 62                           | 3                            | 11                           | 4                            | 3                            | 69                           | - ARIA: 3× platina - BEA: platina - BPI: platina - BVMI: platina - MC: 3× platina - RIAA: platina - RMNZ: platina     | DRIVE                  |
| "Don't Be Shy" (with Karol G)                                                                 | 2021 | 27                           | —                            | —                            | —                            | 165                          | —                            | 81                           | 47                           | —                            | —                            | | DRIVE                  |
| "The Motto" (with Ava Max)                                                                    | 2021 | 5                            | 22                           | 10                           | 3                            | 60                           | 10                           | 21                           | 5                            | 12                           | 42                           | - BPI: ouro - BVMI: ouro - MC: 2× platina - RIAA: platina                                                             | DRIVE                  |
| "Hot In It" (with Charli XCX)                                                                 | 2022 | 19                           | —                            | —                            | —                            | —                            | 76                           | 56                           | —                            | 24                           | —                            | | DRIVE                  |
| "10:35" (with Tate McRae)                                                                     | 2022 | 16                           | 13                           | 10                           | 23                           | 57                           | 11                           | 40                           | 13                           | 8                            | 69                           | | DRIVE                  |
| "Lay Low"                                                                                     | 2023 | 9                            | —                            | 8                            | 13                           | —                            | 10                           | 63                           | 10                           | —                            | —                            | - BVMI: ouro - MC: platina                                                                                            | DRIVE                  |
| "Drifting"                                                                                    | 2023 | 22                           | —                            | —                            | —                            | —                            | —                            | —                            | —                            | —                            | —                            | | Non-album singles      |
| "Thank You (Not So Bad)" (with Dimitri Vegas & Like Mike, W&W and Dido)                       | 2023 | 14                           | —                            | 14                           | 28                           | 85                           | 16                           | 33                           | 14                           | 50                           | —                            | - BPI: prata - MC: ouro - SNEP: ouro                                                                                  | Non-album singles      |
| "—" indica que a gravação não foi incluída nas paradas ou não foi distribuída naquela região. |      |                              |                              |                              |                              |                              |                              |                              |                              |                              |                              | |                        |